# Genoa Cricket and Football Club 2017-2018
Questa voce raccoglie le informazioni riguardanti il Genoa Cricket and Football Club nelle competizioni ufficiali della stagione 2017-2018.

## Stagione
La formazione genoana conosce un avvio a rilento nel campionato 2017-18, centrando la prima affermazione soltanto a metà ottobre. Essendo giunta alla sosta di novembre con un filotto negativo di tre sconfitte consecutive, la dirigenza opta per il cambio in panchina rimpiazzando Jurić con Ballardini. L'avvicendamento tecnico risolleva le sorti del Grifone, che al giro di boa si ritrova quintultimo con un sottile margine (costituito da 3 punti) su Crotone e S.P.A.L.
Il distacco sulla zona calda si amplia ulteriormente nelle prime settimane del 2018, con i liguri che vantano ora 13 lunghezze sul pericolo di retrocessione. La seconda parte di torneo vede i rossoblu pervenire ad una tranquilla salvezza, certificata dal dodicesimo posto in classifica con 41 punti.

## Divise e sponsor
| Casa | Trasferta | Terza divisa |

## Rosa
Rosa aggiornata al 31 gennaio 2018.
| N. |                               | Ruolo | Calciatore              |
| -- | ----------------------------- | ----- | ----------------------- |
| 1  | Italia (bandiera)             | P     | Mattia Perin (capitano) |
| 2  | Argentina (bandiera)          | D     | Nicolás Spolli          |
| 3  | Argentina (bandiera)          | D     | Santiago Gentiletti     |
| 4  | Ghana (bandiera)              | C     | Isaac Cofie             |
| 5  | Italia (bandiera)             | D     | Armando Izzo            |
| 8  | Italia (bandiera)             | C     | Andrea Bertolacci       |
| 9  | Argentina (bandiera)          | A     | Giovanni Simeone        |
| 9  | Argentina (bandiera)          | A     | Ricardo Centurión       |
| 10 | Italia (bandiera)             | A     | Gianluca Lapadula       |
| 11 | Marocco (bandiera)            | C     | Adel Taarabt            |
| 13 | Italia (bandiera)             | D     | Luca Rossettini         |
| 14 | Italia (bandiera)             | D     | Davide Biraschi         |
| 16 | Bulgaria (bandiera)           | A     | Andrej Gălăbinov        |
| 17 | Italia (bandiera)             | A     | Raffaele Palladino      |
| 17 | Marocco (bandiera)            | D     | Jawad El Yamiq          |
| 18 | Italia (bandiera)             | D     | Francesco Migliore      |
| 19 | Macedonia del Nord (bandiera) | A     | Goran Pandev            |
| 20 | Italia (bandiera)             | D     | Aleandro Rosi           |
| 21 | Croazia (bandiera)            | C     | Petar Brlek             |

| N. |                                 | Ruolo | Calciatore       |
| -- | ------------------------------- | ----- | ---------------- |
| 22 | Serbia (bandiera)               | A     | Darko Lazović    |
| 23 | Italia (bandiera)               | P     | Eugenio Lamanna  |
| 24 | Italia (bandiera)               | C     | Daniel Bessa     |
| 25 | Cile (bandiera)                 | C     | Thomas Rodríguez |
| 27 | Italia (bandiera)               | A     | Federico Ricci   |
| 30 | Italia (bandiera)               | C     | Luca Rigoni      |
| 32 | Portogallo (bandiera)           | D     | Pedro Pereira    |
| 33 | Francia (bandiera)              | D     | Loïck Landre     |
| 38 | Rep. Ceca (bandiera)            | P     | Lukáš Zima       |
| 40 | Belgio (bandiera)               | C     | Stephane Omeonga |
| 44 | Portogallo (bandiera)           | C     | Miguel Veloso    |
| 45 | Portogallo (bandiera)           | C     | Iuri Medeiros    |
| 49 | Italia (bandiera)               | A     | Giuseppe Rossi   |
| 64 | Italia (bandiera)               | A     | Pietro Pellegri  |
| 74 | Italia (bandiera)               | A     | Eddie Salcedo    |
| 87 | Bosnia ed Erzegovina (bandiera) | D     | Ervin Zukanović  |
| 88 | Svezia (bandiera)               | C     | Oscar Hiljemark  |
| 93 | Uruguay (bandiera)              | C     | Diego Laxalt     |
| 99 | Serbia (bandiera)               | C     | Nikola Ninković  |

## Calciomercato

### Sessione estiva(dal 3/7 al 31/8)
| Acquisti         | Acquisti           | Acquisti       | Acquisti                         |
| R.               | Nome               | da             | Modalità                         |
| ---------------- | ------------------ | -------------- | -------------------------------- |
| D                | Francesco Migliore | Spezia         | definitivo                       |
| D                | Luca Rossettini    | Torino         | definitivo                       |
| D                | Nicolás Spolli     |                | svincolato                       |
| D                | Ervin Zukanović    | Roma           | prestito con obbligo di riscatto |
| C                | Andrea Bertolacci  | Milan          | prestito                         |
| C                | Petar Brlek        | Wisła Cracovia | definitivo                       |
| A                | Ricardo Centurión  | San Paolo      | definitivo                       |
| C                | Stephane Omeonga   | Avellino       | definitivo                       |
| C                | Thomas Rodríguez   | Banfield       | definitivo                       |
| A                | Andrej Gălăbinov   |                | svincolato                       |
| A                | Gianluca Lapadula  | Milan          | prestito con obbligo di riscatto |
| A                | Federico Ricci     | Sassuolo       | prestito con diritto di riscatto |
| Altre operazioni |                    |                |                                  |
| R.               | Nome               | da             | Modalità                         |
| D                | Sebastián Gorga    | Gimnasia (LP)  | fine prestito                    |
| D                | Loïck Landre       | Pisa           | fine prestito                    |
| D                | Aleandro Rosi      | Crotone        | fine prestito                    |
| A                | Serge Gakpé        | Chievo         | fine prestito                    |

| Cessioni         | Cessioni          | Cessioni          | Cessioni                                    |
| R.               | Nome              | a                 | Modalità                                    |
| ---------------- | ----------------- | ----------------- | ------------------------------------------- |
| P                | Rubinho           |                   | svincolato                                  |
| D                | Nicolás Burdisso  |                   | fine contratto                              |
| D                | Riccardo Fiamozzi | Bari              | prestito                                    |
| D                | Sebastián Gorga   | Chacarita Juniors | prestito                                    |
| D                | Ezequiel Muñoz    | Leganés           | definitivo                                  |
| D                | Lucas Orbán       | Racing Club       | fine contratto                              |
| C                | Andrea Beghetto   | Frosinone         | prestito                                    |
| C                | Oscar Hiljemark   | Panathīnaïkos     | prestito                                    |
| C                | Leonardo Morosini | Avellino          | prestito                                    |
| C                | Nikola Ninković   | Empoli            | prestito                                    |
| A                | Mauricio Pinilla  |                   | fine contratto                              |
| A                | Giovanni Simeone  | Fiorentina        | prestito (15 milioni € + 3 milioni € bonus) |
| Altre operazioni |                   |                   |                                             |
| R.               | Nome              | a                 | Modalità                                    |
| C                | Danilo Cataldi    | Lazio             | fine prestito                               |
| A                | Olivier Ntcham    | Manchester City   | fine prestito                               |

### Trasferimenti dopo la sessione estiva
| Acquisti | Acquisti       | Acquisti | Acquisti   |
| R.       | Nome           | da       | Modalità   |
| -------- | -------------- | -------- | ---------- |
| A        | Giuseppe Rossi |          | svincolato |

### Sessione invernale(dal 3/1 al 31/1)
| Acquisti | Acquisti        | Acquisti         | Acquisti      |
| R.       | Nome            | da               | Modalità      |
| -------- | --------------- | ---------------- | ------------- |
| D        | Jawad El Yamiq  | Raja Casablanca  | definitivo    |
| D        | Pedro Pereira   | Benfica          | prestito      |
| C        | Daniel Bessa    | Verona           | prestito      |
| C        | Oscar Hiljemark | Panathīnaïkos    | fine prestito |
| C        | Iuri Medeiros   | Sporting Lisbona | prestito      |

| Cessioni | Cessioni           | Cessioni    | Cessioni      |
| R.       | Nome               | a           | Modalità      |
| -------- | ------------------ | ----------- | ------------- |
| A        | Raffaele Palladino | Spezia      | definitivo    |
| A        | Ricardo Centurión  | Racing Club | definitivo    |
| A        | Pietro Pellegri    | Monaco      | definitivo    |
| A        | Federico Ricci     | Sassuolo    | fine prestito |

## Risultati

### Serie A

#### Girone di andata
| Reggio Emilia 20 agosto 2017, ore 20:45 CEST 1ª giornata | Sassuolo          | 0 – 0 referto | Genoa | Mapei Stadium - Città del Tricolore (8 134 spett.)\| Arbitro: \| Damato (Barletta) \| |
| Arbitro:                                                 | Damato (Barletta) |               |       |                                                                                       |

| Arbitro: | Banti (Livorno) |

|                                      |           |                                              |
| Pjanic 1’ (aut.) Galabinov 7’ (rig.) | Marcatori | 14’, 45+4’ (rig.), 90+2’ Dybala 62’ Cuadrado |

| Arbitro: | Maresca (Napoli) |

|            |           |  |
| Jankto 16’ | Marcatori |  |

| Arbitro: | Orsato (Schio) |

|                   |           |                              |
| Pellegri 57’, 73’ | Marcatori | 13’ Bastos 70’, 82’ Immobile |

| Arbitro: | Mazzoleni (Bergamo) |

|            |           |             |
| Laxalt 62’ | Marcatori | 73’ Hetemaj |

| Arbitro: | Guida (Torre Annunziata) |

|                |           |  |
| D'Ambrosio 88’ | Marcatori |  |

| Arbitro: | Rocchi (Firenze) |

|  |           |             |
|  | Marcatori | 73’ Palacio |

| Arbitro: | Massa (Imperia) |

|                                     |           |                                        |
| Pavoletti 47’ João Pedro 79’ (rig.) | Marcatori | 9’ Gălăbinov 35’ Taarabt 75’ L. Rigoni |

| Milano 22 ottobre 2017, ore 15:00 CEST 9ª giornata | Milan                | 0 – 0 referto | Genoa | Stadio Giuseppe Meazza (47 219 spett.)\| Arbitro: \| Giacomelli (Trieste) \| |
| Arbitro:                                           | Giacomelli (Trieste) |               |       |                                                                              |

| Arbitro: | Mazzoleni (Bergamo) |

|                     |           |                                       |
| Taarabt 4’ Izzo 76’ | Marcatori | 14’, 30’ Mertens 60’ (aut.) Zukanović |

| Arbitro: | Orsato (Schio) |

|               |           |  |
| Antenucci 56’ | Marcatori |  |

| Arbitro: | Irrati (Pistoia) |

|  |           |                              |
|  | Marcatori | 24’ Ramirez 84’ Quagliarella |

| Arbitro: | Tagliavento (Terni) |

|  |           |               |
|  | Marcatori | 11’ L. Rigoni |

| Arbitro: | Giacomelli (Trieste) |

|                     |           |                 |
| Lapadula 70’ (rig.) | Marcatori | 59’ El Shaarawy |

| Arbitro: | Damato (Barletta) |

|  |           |              |
|  | Marcatori | 45+2’ Pandev |

| Arbitro: | Doveri (Roma) |

|               |           |                         |
| Bertolacci 4’ | Marcatori | 45’ Iličič 52’ Masiello |

| Firenze 17 dicembre 2017, ore 15:00 CET 17ª giornata | Fiorentina         | 0 – 0 referto | Genoa | Stadio Artemio Franchi (21 043 spett.)\| Arbitro: \| Calvarese (Teramo) \| |
| Arbitro:                                             | Calvarese (Teramo) |               |       |                                                                            |

| Arbitro: | Abisso (Palermo) |

|                       |           |  |
| Lapadula 90+2’ (rig.) | Marcatori |  |

| Torino 31 dicembre 2017, ore 15:00 CET 19ª giornata | Torino           | 0 – 0 referto | Genoa | Stadio Olimpico Grande Torino (17 039 spett.)\| Arbitro: \| Irrati (Pistoia) \| |
| Arbitro:                                            | Irrati (Pistoia) |               |       |                                                                                 |

#### Girone di ritorno
| Arbitro: | Maresca (Napoli) |

|               |           |  |
| Gălăbinov 80’ | Marcatori |  |

| Arbitro: | Di Bello (Brindisi) |

|                   |           |  |
| Douglas Costa 15’ | Marcatori |  |

| Arbitro: | Pairetto (Nichelino) |

|  |           |             |
|  | Marcatori | 62’ Behrami |

| Arbitro: | Maresca (Napoli) |

|            |           |                         |
| Parolo 59’ | Marcatori | 55’ Pandev 90+2’ Laxalt |

| Arbitro: | Gavillucci (Latina) |

|  |           |              |
|  | Marcatori | 90+1’ Laxalt |

| Arbitro: | Fabbri (Ravenna) |

|                                 |           |  |
| Ranocchia 45’ (aut.) Pandev 59’ | Marcatori |  |

| Arbitro: | Giua (Olbia) |

|                         |           |  |
| Destro 49’ Falletti 72’ | Marcatori |  |

| Arbitro: | Maresca (Napoli) |

|                           |           |                    |
| Lapadula 53’ Medeiros 90’ | Marcatori | 62’ (rig.) Barella |

| Arbitro: | Fabbri (Ravenna) |

|  |           |                   |
|  | Marcatori | 90+4’ André Silva |

| Arbitro: | Pasqua (Tivoli) |

|            |           |  |
| Albiol 72’ | Marcatori |  |

| Arbitro: | Giacomelli (Trieste) |

|                     |           |             |
| Lapadula 30’ (rig.) | Marcatori | 60’ Lazzari |

| Genova 8 aprile 2018, ore 15:00 CEST 31ª giornata | Sampdoria       | 0 – 0 referto | Genoa | Stadio Luigi Ferraris (30 117 spett.)\| Arbitro: \| Massa (Imperia) \| |
| Arbitro:                                          | Massa (Imperia) |               |       |                                                                        |

| Arbitro: | Irrati (Pistoia) |

|           |           |  |
| Bessa 27’ | Marcatori |  |

| Arbitro: | Pairetto (Nichelino) |

|                                |           |              |
| Ünder 17’ Zukanović 52’ (aut.) | Marcatori | 61’ Lapadula |

| Arbitro: | Gavillucci (Latina) |

|                                    |           |                   |
| Medeiros 6’ Bessa 78’ Pandev 90+3’ | Marcatori | 64’ (rig.) Rômulo |

| Arbitro: | Fabbri (Ravenna) |

|                                     |           |                   |
| Barrow 16’ Cristante 22’ Iličič 74’ | Marcatori | 81’ Miguel Veloso |

| Arbitro: | Manganiello (Pinerolo) |

|                           |           |                                   |
| G. Rossi 64’ Lapadula 68’ | Marcatori | 43’ Benassi 77’ Eysseric 80’ Dabo |

| Arbitro: | Chiffi (Padova) |

|             |           |  |
| Diabaté 87’ | Marcatori |  |

| Arbitro: | Illuzzi (Molfetta) |

|            |           |                             |
| Pandev 80’ | Marcatori | 30’ Iago Falque 58’ Baselli |

### Coppa Italia

#### Turni preliminari
| Arbitro: | Manganiello (Pinerolo) |

|                        |           |                   |
| Simeone 51’ Laxalt 95’ | Marcatori | 36’ (rig.) Laribi |

| Arbitro: | Manganiello (Pinerolo) |

|              |           |  |
| Migliore 54’ | Marcatori |  |

#### Fase finale
| Arbitro: | Maresca (Napoli) |

|                        |           |  |
| Dybala 42’ Higuaín 76’ | Marcatori |  |

## Statistiche
Statistiche aggiornate al 20 maggio 2018.

### Statistiche di squadra
| Competizione | Punti | In casa | In casa | In casa | In casa | In casa | In casa | In trasferta | In trasferta | In trasferta | In trasferta | In trasferta | In trasferta | Totale | Totale | Totale | Totale | Totale | Totale | D.R. |
| Competizione | Punti | G       | V       | N       | P       | Gf      | Gs      | G            | V            | N            | P            | Gf           | Gs           | G      | V      | N      | P      | Gf     | Gs     | D.R. |
| ------------ | ----- | ------- | ------- | ------- | ------- | ------- | ------- | ------------ | ------------ | ------------ | ------------ | ------------ | ------------ | ------ | ------ | ------ | ------ | ------ | ------ | ---- |
| Serie A      | 41    | 19      | 6       | 3       | 10      | 23      | 27      | 19           | 5            | 5            | 9            | 10           | 16           | 38     | 11     | 8      | 19     | 33     | 43     | −10  |
| Coppa Italia | -     | 2       | 2       | 0       | 0       | 3       | 1       | 1            | 0            | 0            | 1            | 0            | 2            | 3      | 2      | 0      | 1      | 3      | 3      | 0    |
| Totale       | -     | 21      | 8       | 3       | 10      | 26      | 28      | 20           | 5            | 5            | 9            | 10           | 18           | 41     | 13     | 8      | 20     | 36     | 46     | −10  |

### Andamento in campionato
| Giornata  | 1  | 2  | 3  | 4  | 5  | 6  | 7  | 8  | 9  | 10 | 11 | 12 | 13 | 14 | 15 | 16 | 17 | 18 | 19 | 20 | 21 | 22 | 23 | 24 | 25 | 26 | 27 | 28 | 29 | 30 | 31 | 32 | 33 | 34 | 35 | 36 | 37 | 38 |
| --------- | -- | -- | -- | -- | -- | -- | -- | -- | -- | -- | -- | -- | -- | -- | -- | -- | -- | -- | -- | -- | -- | -- | -- | -- | -- | -- | -- | -- | -- | -- | -- | -- | -- | -- | -- | -- | -- | -- |
| Luogo     | T  | C  | T  | C  | C  | T  | C  | T  | T  | C  | T  | C  | T  | C  | T  | C  | C  | C  | T  | C  | T  | C  | T  | T  | C  | T  | C  | C  | T  | C  | T  | C  | T  | C  | T  | C  | T  | C  |
| Risultato | N  | P  | P  | P  | N  | P  | P  | V  | N  | P  | P  | P  | V  | N  | V  | P  | N  | V  | N  | V  | P  | P  | V  | V  | V  | P  | V  | P  | P  | N  | N  | V  | P  | V  | P  | P  | P  | P  |
| Posizione | 10 | 12 | 16 | 16 | 17 | 18 | 19 | 17 | 14 | 16 | 18 | 18 | 18 | 17 | 15 | 16 | 17 | 15 | 16 | 14 | 15 | 15 | 13 | 12 | 10 | 12 | 12 | 12 | 13 | 13 | 12 | 10 | 10 | 10 | 11 | 11 | 12 | 12 |

Fonte:  Serie A – Classifiche, su sport.sky.it, Sky Sport. URL consultato il 19 gennaio 2018 (archiviato dall'url originale l'11 settembre 2014).
Legenda:

Luogo: C = Casa; T = Trasferta. Risultato: V = Vittoria; N = Pareggio; P = Sconfitta.